# КЗС-9-1 «Славутич»
КЗС-9 «Славутич» — сімейство українських зернозбиральних комбайнів, що випускаються Херсонським машинобудівним заводом. Комбайни можуть бути укомплектовані платформою-підбирачем, жатками для збирання кукурудзи КМС-6 і КМС-8, жатками для збирання соняшника ПЗС-8 та ПЗС-12, а також пристосуванням для збирання ріпаку ПЗР-6.

## Історія моделі
В 1995 році виготовлено перші дослідні зернозбиральні комбайни КЗС-9 «Славутич».
В 1996 році виготовлено дослідний зразок роторного зернозбирального комбайна КЗСР-9 «Славутич».
В 1998 році розпочато промислове виробництво самохідних зернозбиральних комбайнів КЗС-9-1 «Славутич».
В 2005 році виготовлено дослідний зразок самохідного зернозбирального комбайна КЗС-9М-1 «Славутич» з трьохбарабанним молотильним агрегатом.
В 2006 році виготовлені дослідні зразки пристосувань для збирання ріпаку ПЗР-6 для жаток ЖЗС-6, ЖЗС-7 комбайна КЗС-9-1 «Славутич» і платформи-підбирача КЗС-9-1-20.000 до комбайнів КЗС-9-1 «Славутич».

## Технічні характеристики
Комбайни «Славутич» комплектуються дизельними двигунами ЯМЗ-238АК-4.
- Потужність двигуна — 235 к.с. при 2000 об/хв
- Крутний момент — 932 Нм при 1300-1500 об/хв
- Ширина захвату жатки — від 6 до 8,6 м
- Пропускна здатність молотарки — 9 - 11 кг/сек
- Об'єм бункера — 6,7 м3
- Діаметр барабана, мм — 700
- Ширина молотарки — 1500

## Модифікації
- КЗС-9 «Славутич» — дослідна модель.
- КЗСР-9 «Славутич» — зернозбиральний комбайн з роторним двигуном.
- КЗСР-9М «Славутич» — зернозбиральний комбайн з роторним двигуном потужністю 280 к.с.[1]
- КЗС-9-1 «Славутич» — зернозбиральний комбайн з дизельним двинуном ЯМЗ-238АК-4, базова модель.
- КЗС-9М-1 «Славутич» — зернозбиральний комбайн з дизельним двинуном ЯМЗ-238АК-4 і трьохбарабанним молотильним апаратом.